# The Moscow Times
The Moscow Times ist eine englischsprachige und russischsprachige Internet-Zeitung. Von 1992 bis November 2015 als Tageszeitung herausgegeben, erschien die Moscow Times bis zum Juli 2017 wöchentlich in der russischen Hauptstadt Moskau. Sie lag an typischen, von Ausländern häufig besuchten Plätzen wie Hotels, Cafés und Restaurants aus, dort wurde sie kostenlos vertrieben. Ein Teil der Auflage wurde per Post oder Zusteller an Abonnenten geliefert. Im Rahmen einer umfassenden Restrukturierung wurde im Sommer 2017 entschieden, die Print-Ausgabe einzustellen und die Zeitung zukünftig als reine Online-Ausgabe erscheinen zu lassen. Begründet wurde dieser Schritt von der neuen Chefredakteurin Eva Hartog Skorobogatova mit einem gewissen Schwächeln im Printsektor der Zeitung sowie einem gleichzeitigen kräftigen Wachstum im Online-Sektor.
Im November 2023 stufte das russische Justizministerium The Moscow Times als „ausländischen Agenten“ ein. Seit Juli 2024 ist sie in Russland eine sogenannte unerwünschte ausländische Organisation. Dies erfolgte vor dem Hintergrund der Berichterstattung der Zeitung über den Russisch-Ukrainischen Krieg, die nicht der Propaganda der Russischen Föderation entsprach.

## Eigentümer und Mitarbeiter
Die Zeitung wurde 1992 vom niederländischen Medienunternehmer Derk Sauer (1952-2025) gegründet. Die erste Ausgabe erschien im März des Jahres. Bis zum Jahr 2005 befand sich die Zeitung im Besitz von Sauers Independent Media, einem in Russland registrierten Verlagshaus, zu dem auch die englischsprachige St. Petersburg Times sowie die russischsprachige Tageszeitung Wedomosti und die russischen Ausgaben zahlreicher Hochglanzmagazine wie FHM, Men’s Health und Cosmopolitan gehörten. Derk Sauer verkaufte seine Anteile an Independent Media im Jahr 2005 der finnischen Mediengruppe Sanoma. Seitdem firmierte das Verlagshaus unter dem Namen Independent Media Sanoma Magazines. Da seit 2016 ausländische Unternehmen keine Mehrheitseigner mehr an russischen Medien sein dürfen, wurde die Moscow Times Anfang 2015 an Demian Kudrjavtsev verkauft, einen früheren Beresowsky-Geschäftspartner, der von 2006 bis 2012 das Kommersant-Verlagshaus leitete. Da jedoch Anfang 2017 über die russische Staatsbürgerschaft von Demyan Kudryavtsev, der zugleich auch israelischer Staatsbürger ist, Zweifel aufkamen, beschloss Kudryavtsev zusammen mit dem früheren Besitzer und Gründer des Blattes Derk Sauer die Eigentümerschaft der Zeitung in eine niederländische Stiftung zu überführen. Sauer garantierte zudem die Finanzierung der Zeitung für die kommenden zwei Jahre.

### Chefredakteure

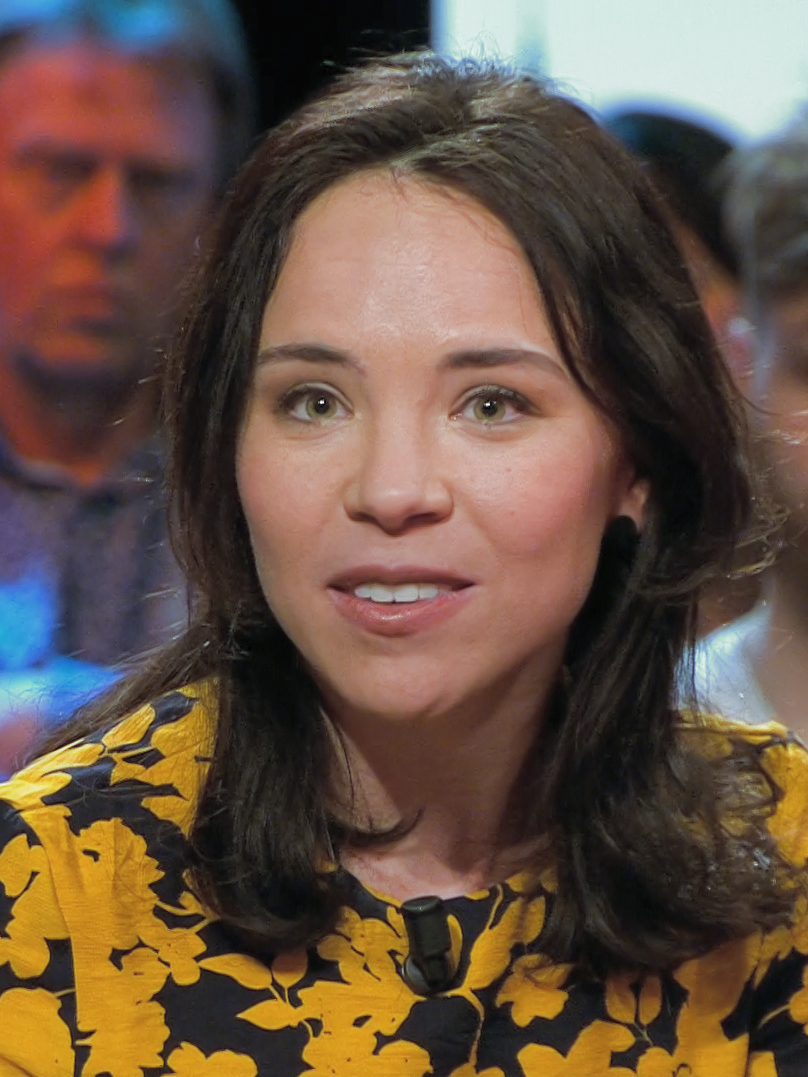
Eva Hartog Skorobogatova (2018)

Chefredakteure der Moscow Times waren:
- von Juni 2006 bis April 2014 Andrew McChesney
- von April 2014 bis November 2015 Nabi Abdullaev[12]
- von November 2015 bis Juli 2017 Mikhail Fishman.[13]
- Im Juli 2017 übernahm die niederländisch-russisch-ukrainische Journalistin Eva Hartog Skorobogatova (* 1988) die Leitung.[14][15]
- Im Jahre 2019 übernahm Swetlana Korschunowa die Position.

## Daten
Bis zur Umstellung auf eine reine Online-Ausgabe erschien die gedruckte Zeitung von 2015 bis 2017 wöchentlich im Magazinformat im Vierfarbdruck und hatte einen Umfang von meist 16 Seiten. Die gedruckte Auflage betrug 35.000. Alle Artikel der Printausgabe sowie zusätzliche tagesaktuelle Berichterstattung veröffentlichte die Redaktion auch auf ihrer Website.